# Tetraodontiformes
Ordre
Les Tetraodontiformes (tétraodontiformes en français) sont un ordre de poissons à nageoires rayonnées, aussi appelé Plectognathi. Certains les classent en tant que sous-ordre des Perciformes.

## Description et caractéristiques
Le radical du nom de l’ordre est formé à partir des mots grecs tetra, quatre, et odous, dents mais parmi les familles concernées, seuls les Tétraodontidés ont quatre plaques dentales. Ce groupe hétérogène est caractérisé par l’absence d’écailles imbriquées, des ouvertures branchiales de petite taille, une petite bouche et des pelviennes absentes ou transformées en épine enkystée dans une poche extensible.
Les tétraodontiformes sont représentés par environ 360 espèces réparties dans dix familles, la plupart sont des espèces marines qui demeurent à l'intérieur et autour des récifs coralliens, mais une poignée d'espèces sont dulçaquicoles, que l'on trouve dans les ruisseaux et les estuaires. Ils n'ont pas de parents proches, mais ils descendent d'une lignée d'espèces des récifs coralliens qui a émergé il y a 40 millions d'années.
Ce sont pour la plupart des poissons trapus, solidement bâtis mais lents et facilement patauds. Ils se nourrissent donc de proies lentes délaissées par les autres poissons mais que leur puissante mâchoire leur permet d'exploiter, et pour assurer leur défense ils développent des structures dures (épines des balistes, monacanthes et triacanthes, cuirasse des poissons-coffres, piquants des diodons) et des toxines très puissantes (tétrodotoxine présente chez les poissons-ballons et les diodons).

## Liste des familles
| Selon FishBase (19 mars 2014) et World Register of Marine Species (9 mars 2017) : ___ - famille Aracanidae Hollard, 1860 - famille Balistidae Rafinesque, 1810 (« poissons-balistes ») - famille Diodontidae Bonaparte, 1835 (« poissons-porc-épic ou diodons ») - famille Molidae Bonaparte, 1835 (« poissons-lune ») - famille Monacanthidae Nardo, 1843 (« poissons-lime, bourses ou monacanthes ») - famille Ostraciidae Rafinesque, 1810 (« poissons-coffre ») - famille Tetraodontidae Bonaparte, 1831 (« poissons-globe ou ballons ») - famille Triacanthidae Bleeker, 1859 (« triacanthes ») - famille Triacanthodidae Gill, 1862 - famille Triodontidae Bleeker, 1859 (« poisson-bourse ») | Selon ITIS (19 mars 2014) : - sous-ordre Tetraodontoidei - famille Balistidae - famille Diodontidae - famille Molidae - famille Monacanthidae - famille Ostraciidae - famille Tetraodontidae - famille Triodontidae - sous-ordre Triacanthoidei - famille Triacanthidae - famille Triacanthodidae |

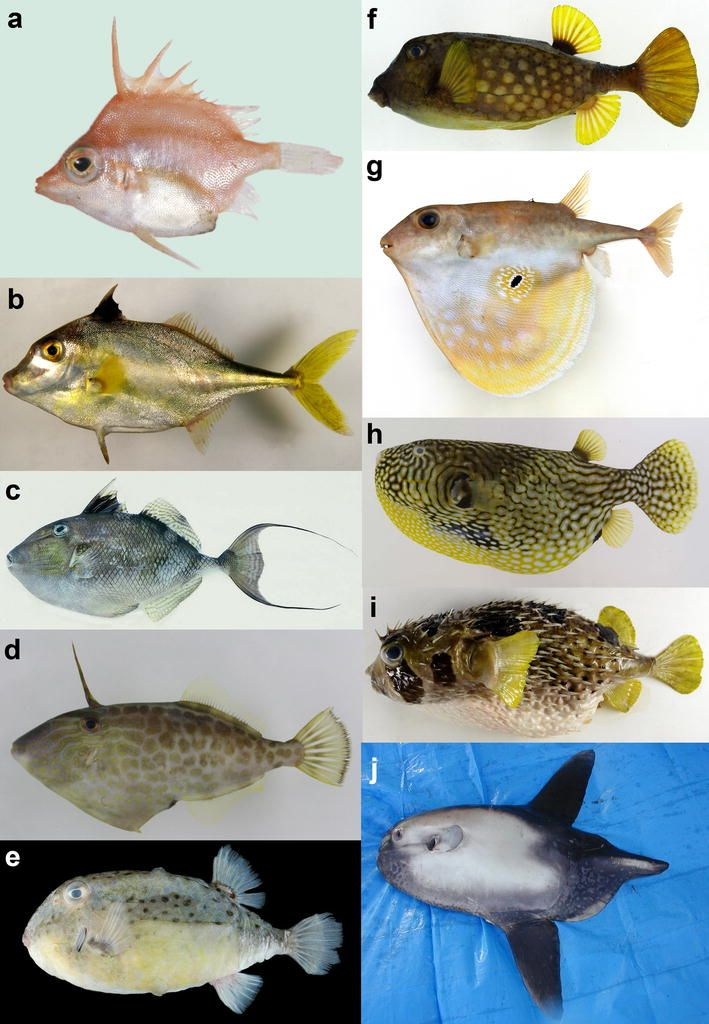
Représentants des 10 familles de Tetraodontiformes existantes : a Triacanthodidae, Triacanthodes anomalus; b Triacanthidae, Triacanthus biaculeatus; c Balistidae, Abalistes filamentosus; d Monacanthidae, Thamnaconus hypargyreus; e Aracanidae, Kentrocapros aculeatus; f Ostraciidae, Ostracion immaculatus; g Triodontidae Triodon macropterus; h Tetraodontidae, Arothron mappa; i Diodontidae, Diodon liturosus; j Molidae, Masturus lanceolatus

Ce cladogramme des tétraodontiformes existants est basé sur Santini et al., 2013.
|  | Triodontidae (poisson-bourse) |
|  |                               |

|  | Aracanidae |
|  |            |

|  | Ostraciidae (poissons-coffre) |
|  |                               |

|  | Aracanidae |
|  |            |

|  | Ostraciidae (poissons-coffre) |
|  |                               |

|  | Triacanthidae (triacanthes) |
|  |                             |

|  | Triacanthodidae |
|  |                 |

|  | Triacanthidae (triacanthes) |
|  |                             |

|  | Triacanthodidae |
|  |                 |

|  | Aracanidae |
|  |            |

|  | Ostraciidae (poissons-coffre) |
|  |                               |

|  | Aracanidae |
|  |            |

|  | Ostraciidae (poissons-coffre) |
|  |                               |

|  | Triacanthidae (triacanthes) |
|  |                             |

|  | Triacanthodidae |
|  |                 |

|  | Triacanthidae (triacanthes) |
|  |                             |

|  | Triacanthodidae |
|  |                 |

|  | Triodontidae (poisson-bourse) |
|  |                               |

|  | Aracanidae |
|  |            |

|  | Ostraciidae (poissons-coffre) |
|  |                               |

|  | Aracanidae |
|  |            |

|  | Ostraciidae (poissons-coffre) |
|  |                               |

|  | Triacanthidae (triacanthes) |
|  |                             |

|  | Triacanthodidae |
|  |                 |

|  | Triacanthidae (triacanthes) |
|  |                             |

|  | Triacanthodidae |
|  |                 |

|  | Aracanidae |
|  |            |

|  | Ostraciidae (poissons-coffre) |
|  |                               |

|  | Aracanidae |
|  |            |

|  | Ostraciidae (poissons-coffre) |
|  |                               |

|  | Triacanthidae (triacanthes) |
|  |                             |

|  | Triacanthodidae |
|  |                 |

|  | Triacanthidae (triacanthes) |
|  |                             |

|  | Triacanthodidae |
|  |                 |

|  | Balistidae (poissons-balistes) |
|  |                                |

|  | Monacanthidae (poissons-lime) |
|  |                               |

|  | Balistidae (poissons-balistes) |
|  |                                |

|  | Monacanthidae (poissons-lime) |
|  |                               |

|  | Molidae (poissons-lune) |
|  |                         |

|  | Diodontidae (poissons-porc-épic) |
|  |                                  |

|  | Tetraodontidae (poissons-globe) |
|  |                                 |

|  | Diodontidae (poissons-porc-épic) |
|  |                                  |

|  | Tetraodontidae (poissons-globe) |
|  |                                 |

|  | Molidae (poissons-lune) |
|  |                         |

|  | Diodontidae (poissons-porc-épic) |
|  |                                  |

|  | Tetraodontidae (poissons-globe) |
|  |                                 |

|  | Diodontidae (poissons-porc-épic) |
|  |                                  |

|  | Tetraodontidae (poissons-globe) |
|  |                                 |

|  | Balistidae (poissons-balistes) |
|  |                                |

|  | Monacanthidae (poissons-lime) |
|  |                               |

|  | Balistidae (poissons-balistes) |
|  |                                |

|  | Monacanthidae (poissons-lime) |
|  |                               |

|  | Molidae (poissons-lune) |
|  |                         |

|  | Diodontidae (poissons-porc-épic) |
|  |                                  |

|  | Tetraodontidae (poissons-globe) |
|  |                                 |

|  | Diodontidae (poissons-porc-épic) |
|  |                                  |

|  | Tetraodontidae (poissons-globe) |
|  |                                 |

|  | Molidae (poissons-lune) |
|  |                         |

|  | Diodontidae (poissons-porc-épic) |
|  |                                  |

|  | Tetraodontidae (poissons-globe) |
|  |                                 |

|  | Diodontidae (poissons-porc-épic) |
|  |                                  |

|  | Tetraodontidae (poissons-globe) |
|  |                                 |

|  | Triodontidae (poisson-bourse) |
|  |                               |

|  | Aracanidae |
|  |            |

|  | Ostraciidae (poissons-coffre) |
|  |                               |

|  | Aracanidae |
|  |            |

|  | Ostraciidae (poissons-coffre) |
|  |                               |

|  | Triacanthidae (triacanthes) |
|  |                             |

|  | Triacanthodidae |
|  |                 |

|  | Triacanthidae (triacanthes) |
|  |                             |

|  | Triacanthodidae |
|  |                 |

|  | Aracanidae |
|  |            |

|  | Ostraciidae (poissons-coffre) |
|  |                               |

|  | Aracanidae |
|  |            |

|  | Ostraciidae (poissons-coffre) |
|  |                               |

|  | Triacanthidae (triacanthes) |
|  |                             |

|  | Triacanthodidae |
|  |                 |

|  | Triacanthidae (triacanthes) |
|  |                             |

|  | Triacanthodidae |
|  |                 |

|  | Triodontidae (poisson-bourse) |
|  |                               |

|  | Aracanidae |
|  |            |

|  | Ostraciidae (poissons-coffre) |
|  |                               |

|  | Aracanidae |
|  |            |

|  | Ostraciidae (poissons-coffre) |
|  |                               |

|  | Triacanthidae (triacanthes) |
|  |                             |

|  | Triacanthodidae |
|  |                 |

|  | Triacanthidae (triacanthes) |
|  |                             |

|  | Triacanthodidae |
|  |                 |

|  | Aracanidae |
|  |            |

|  | Ostraciidae (poissons-coffre) |
|  |                               |

|  | Aracanidae |
|  |            |

|  | Ostraciidae (poissons-coffre) |
|  |                               |

|  | Triacanthidae (triacanthes) |
|  |                             |

|  | Triacanthodidae |
|  |                 |

|  | Triacanthidae (triacanthes) |
|  |                             |

|  | Triacanthodidae |
|  |                 |

|  | Balistidae (poissons-balistes) |
|  |                                |

|  | Monacanthidae (poissons-lime) |
|  |                               |

|  | Balistidae (poissons-balistes) |
|  |                                |

|  | Monacanthidae (poissons-lime) |
|  |                               |

|  | Molidae (poissons-lune) |
|  |                         |

|  | Diodontidae (poissons-porc-épic) |
|  |                                  |

|  | Tetraodontidae (poissons-globe) |
|  |                                 |

|  | Diodontidae (poissons-porc-épic) |
|  |                                  |

|  | Tetraodontidae (poissons-globe) |
|  |                                 |

|  | Molidae (poissons-lune) |
|  |                         |

|  | Diodontidae (poissons-porc-épic) |
|  |                                  |

|  | Tetraodontidae (poissons-globe) |
|  |                                 |

|  | Diodontidae (poissons-porc-épic) |
|  |                                  |

|  | Tetraodontidae (poissons-globe) |
|  |                                 |

|  | Balistidae (poissons-balistes) |
|  |                                |

|  | Monacanthidae (poissons-lime) |
|  |                               |

|  | Balistidae (poissons-balistes) |
|  |                                |

|  | Monacanthidae (poissons-lime) |
|  |                               |

|  | Molidae (poissons-lune) |
|  |                         |

|  | Diodontidae (poissons-porc-épic) |
|  |                                  |

|  | Tetraodontidae (poissons-globe) |
|  |                                 |

|  | Diodontidae (poissons-porc-épic) |
|  |                                  |

|  | Tetraodontidae (poissons-globe) |
|  |                                 |

|  | Molidae (poissons-lune) |
|  |                         |

|  | Diodontidae (poissons-porc-épic) |
|  |                                  |

|  | Tetraodontidae (poissons-globe) |
|  |                                 |

|  | Diodontidae (poissons-porc-épic) |
|  |                                  |

|  | Tetraodontidae (poissons-globe) |
|  |                                 |

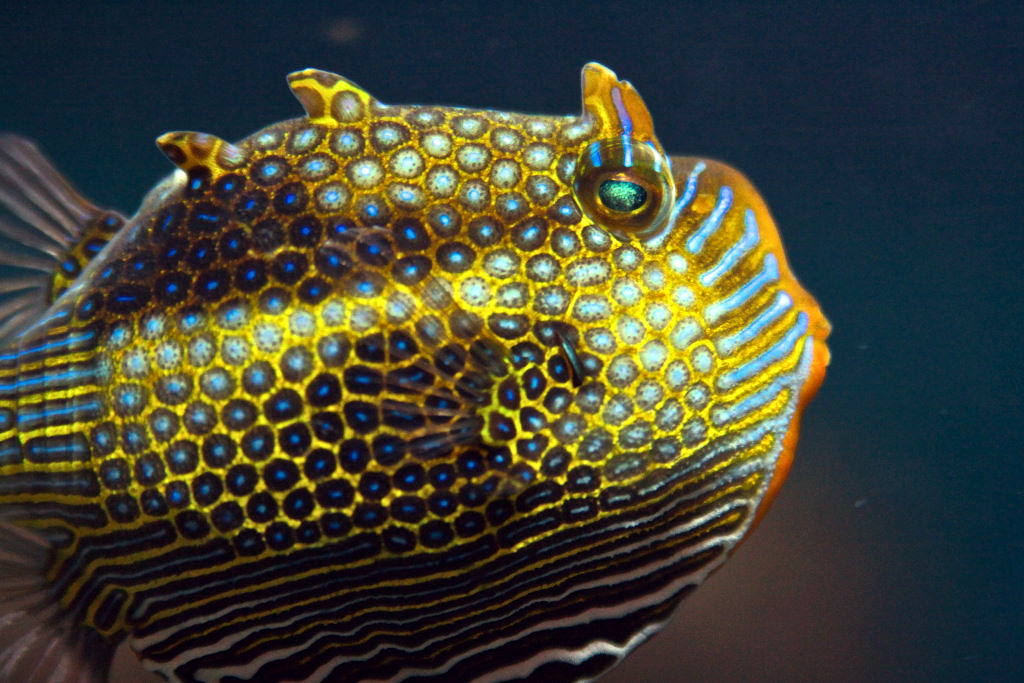
Aracana ornata
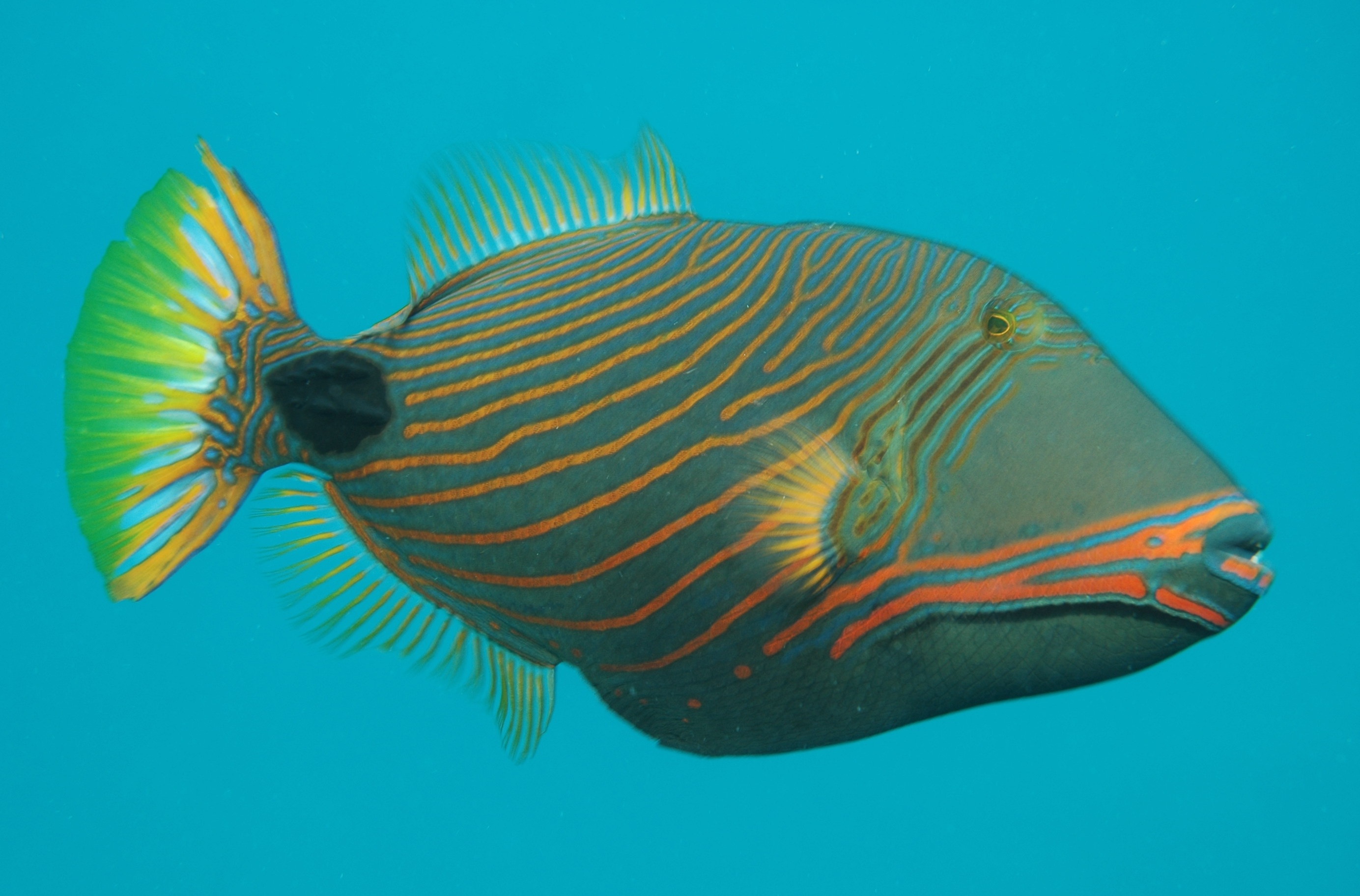
Baliste ondulé (Balistapus undulatus)
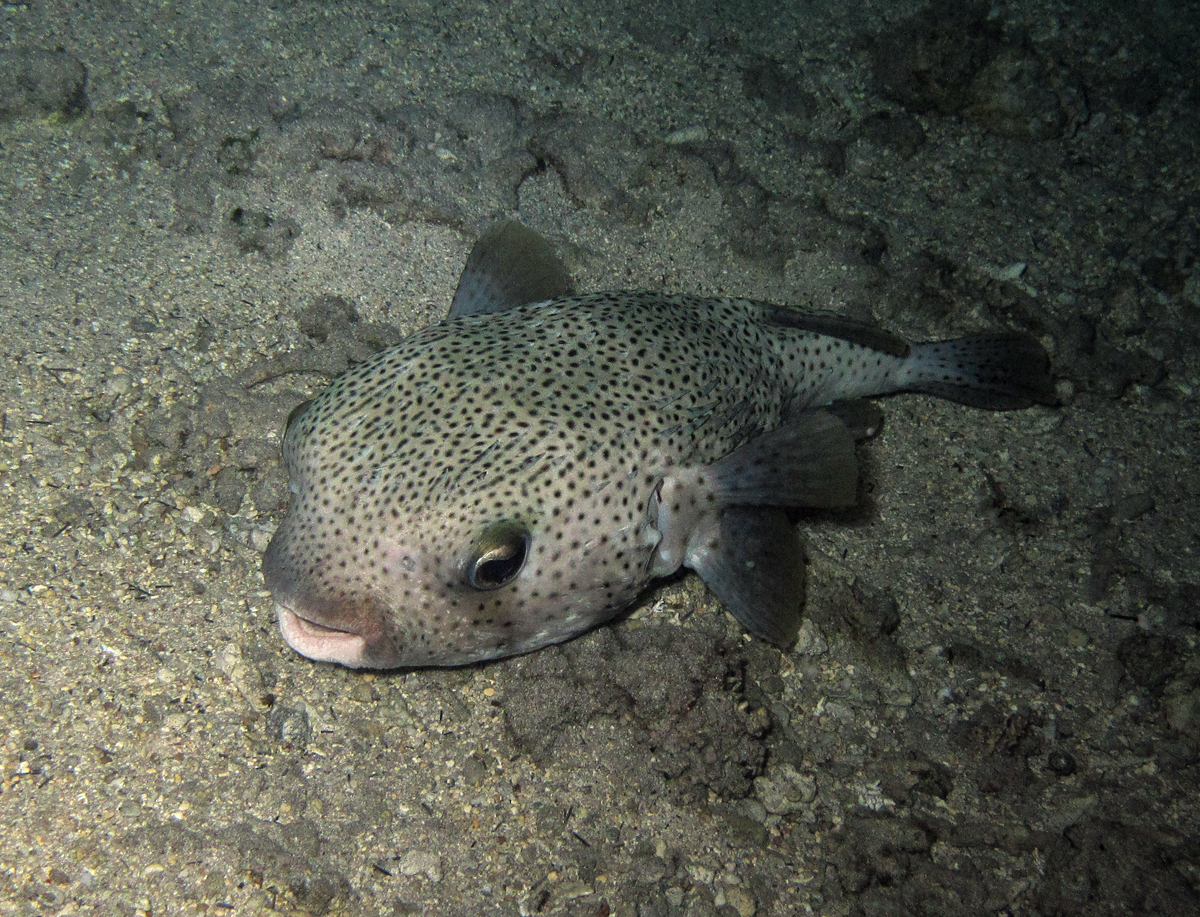
Poisson porc-épic (Diodon hystrix)
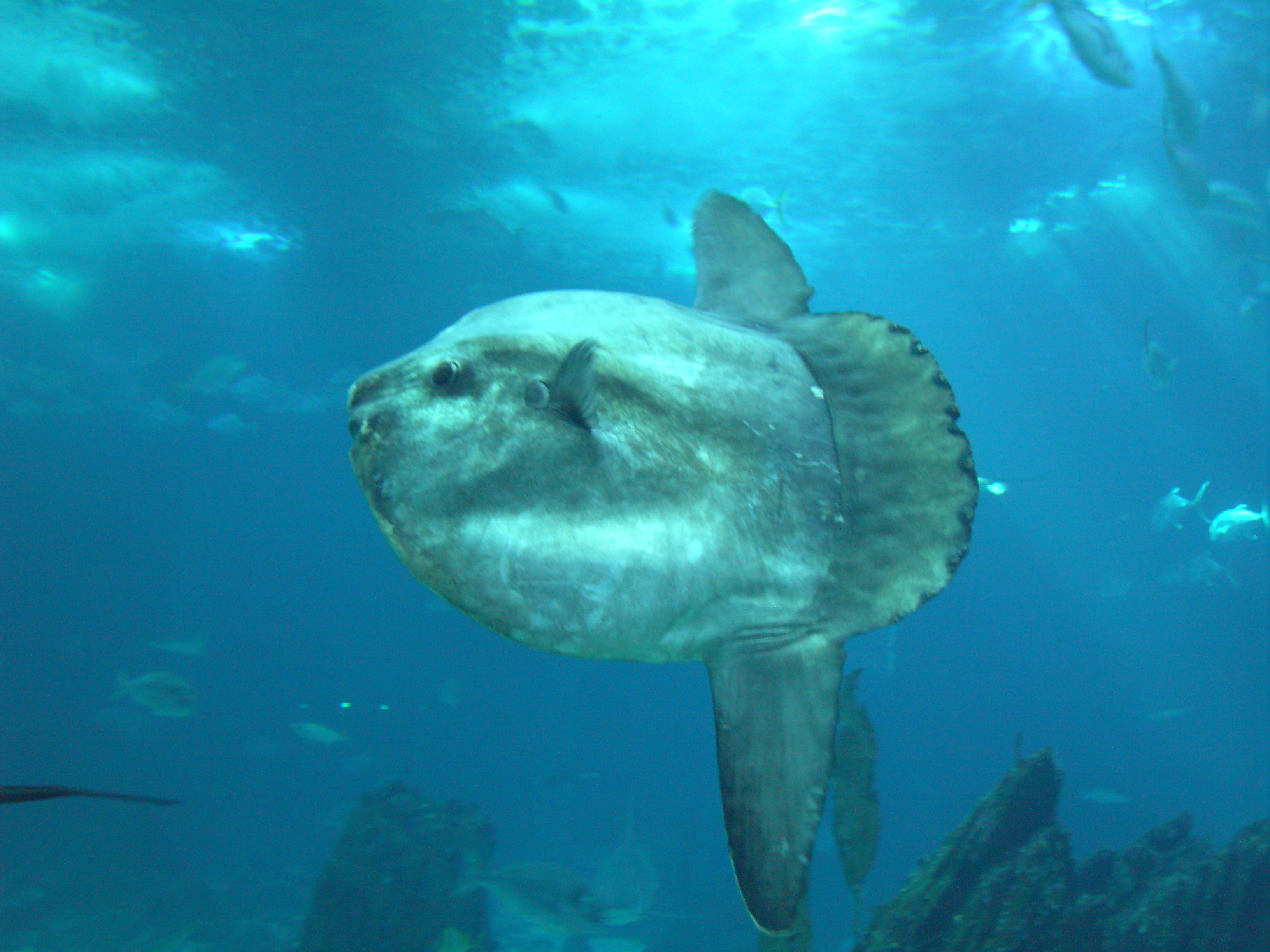
Môle ou poisson-lune (Mola mola)
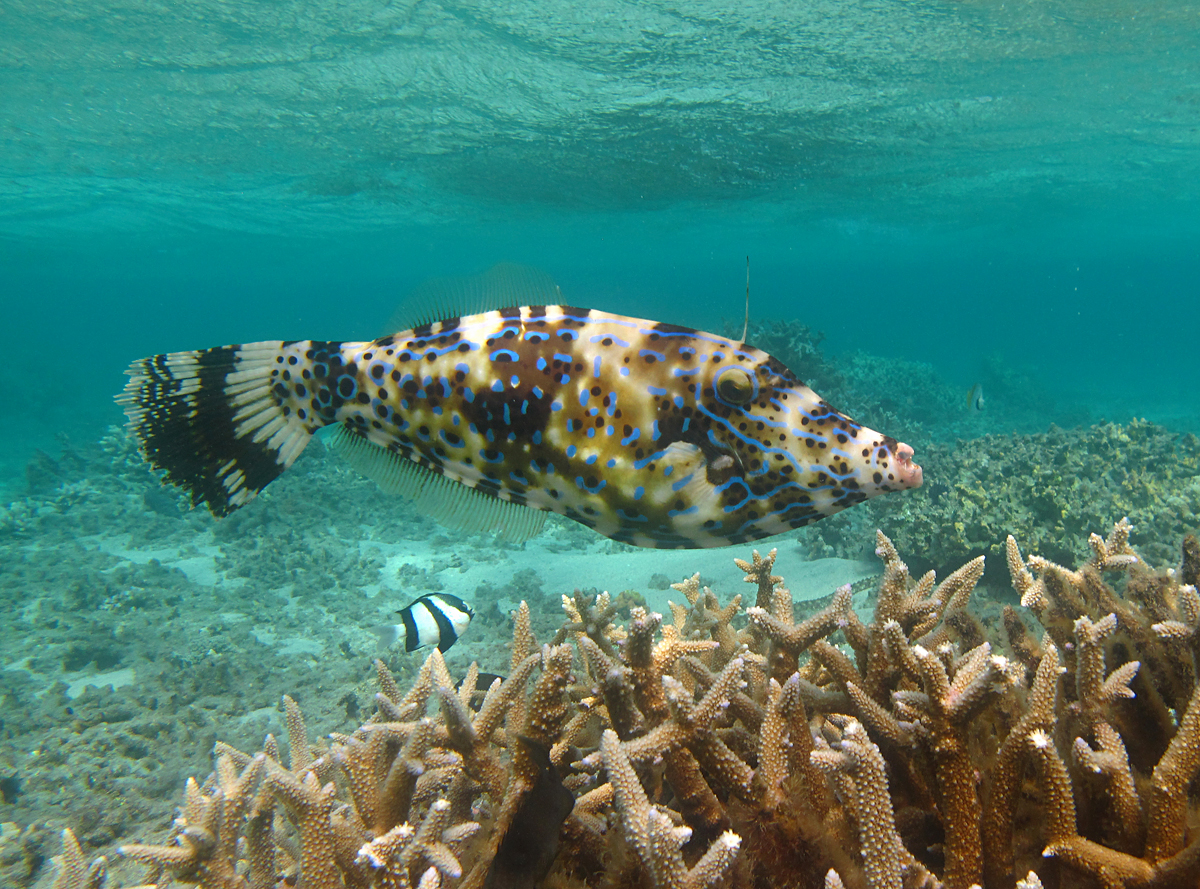
Poisson-bourse écriture (Aluterus scriptus)
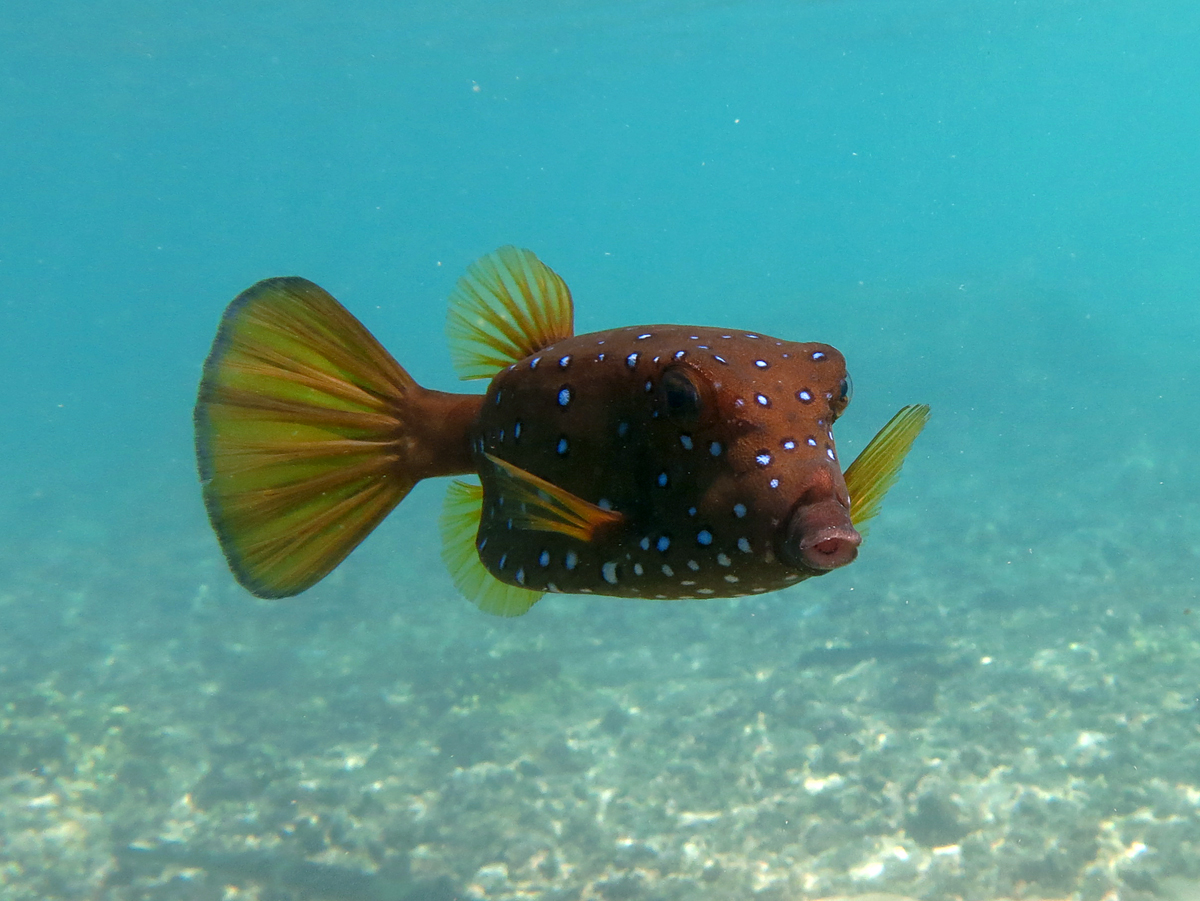
Poisson-coffre jaune (Ostracion cubicus)
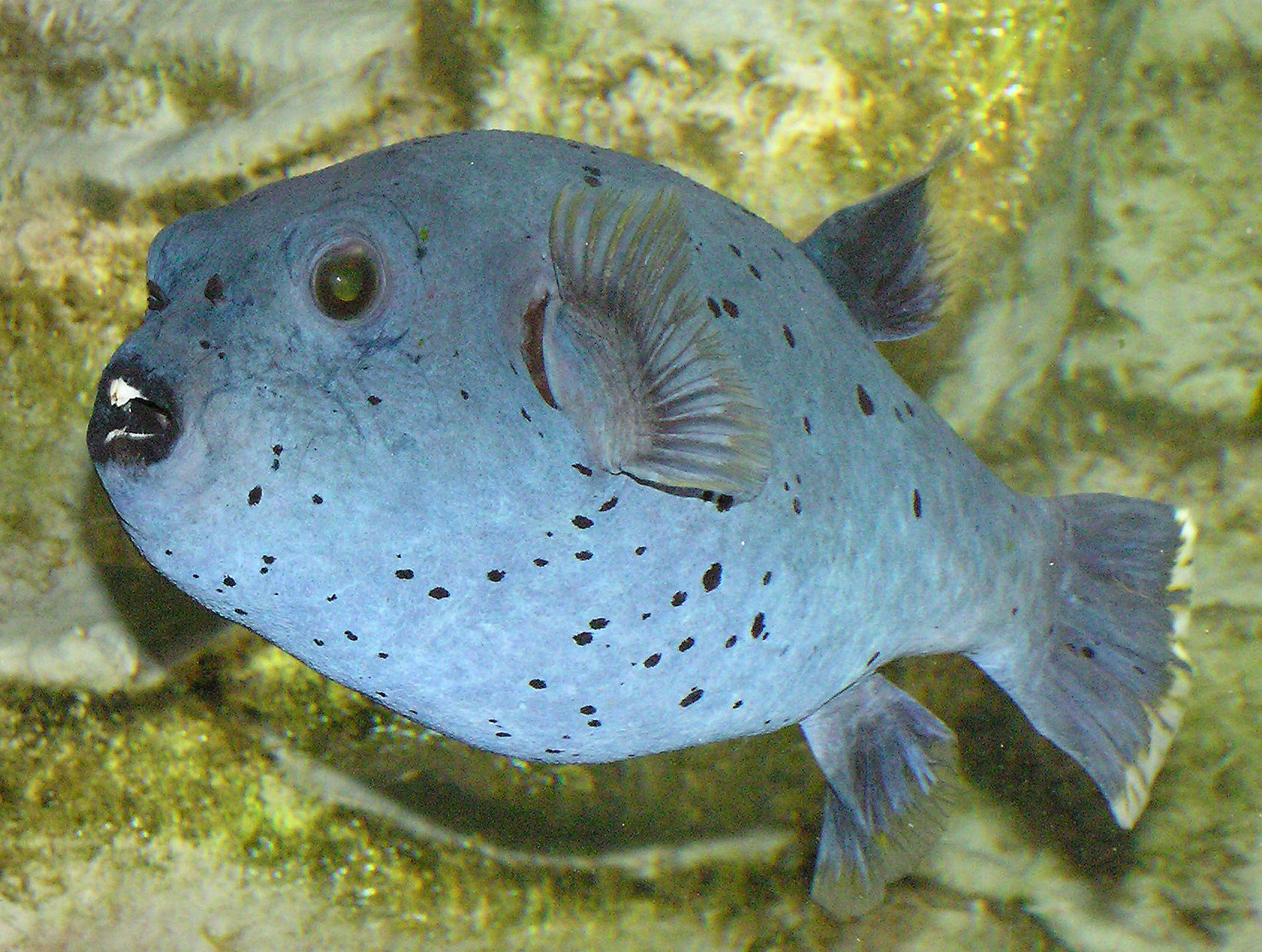
Poisson-ballon à taches noires (Arothron nigropunctatus)
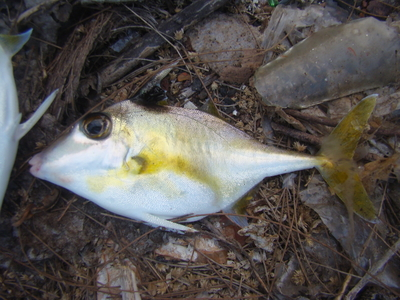
Triacanthus nieuhofii
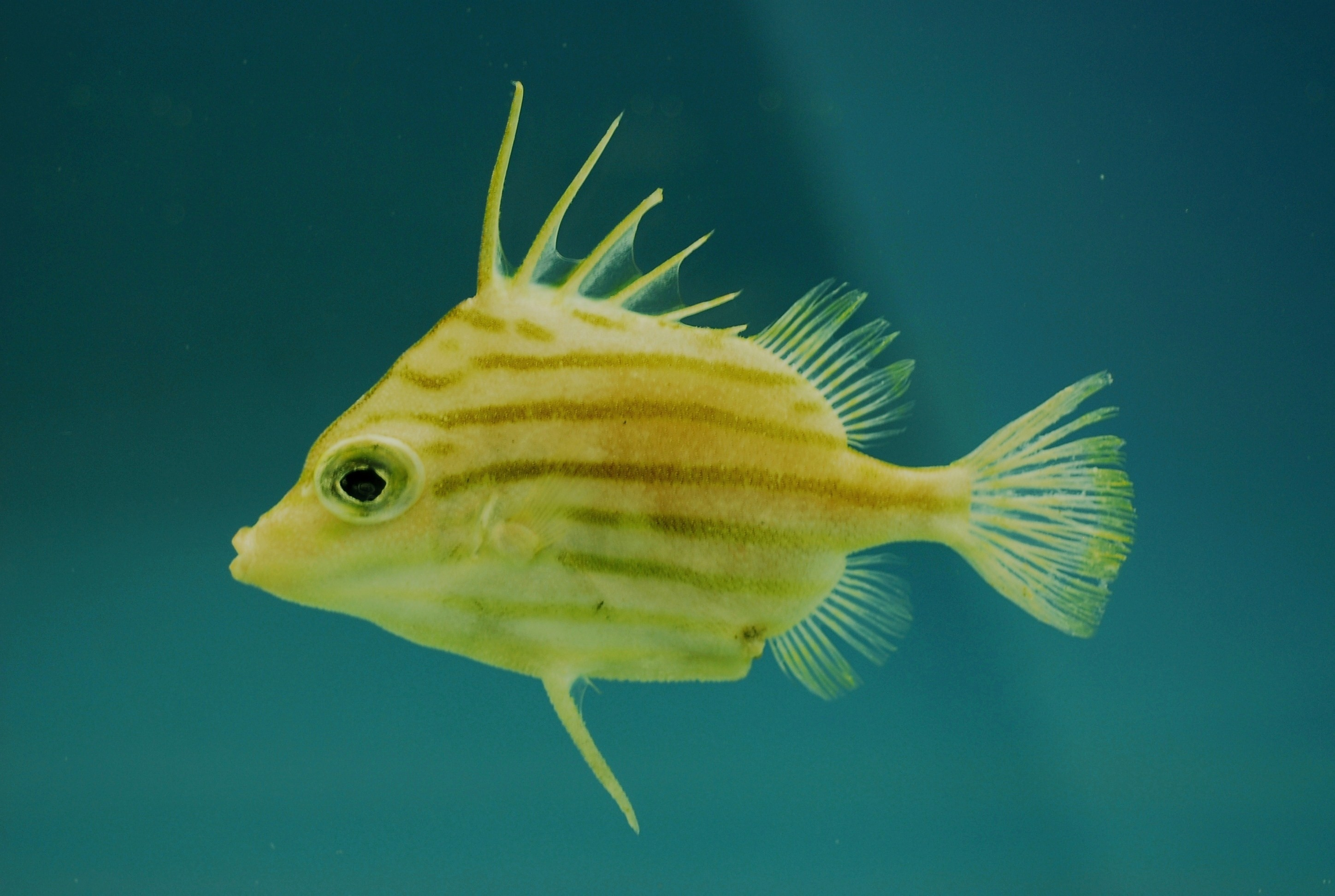
Parahollardia lineata
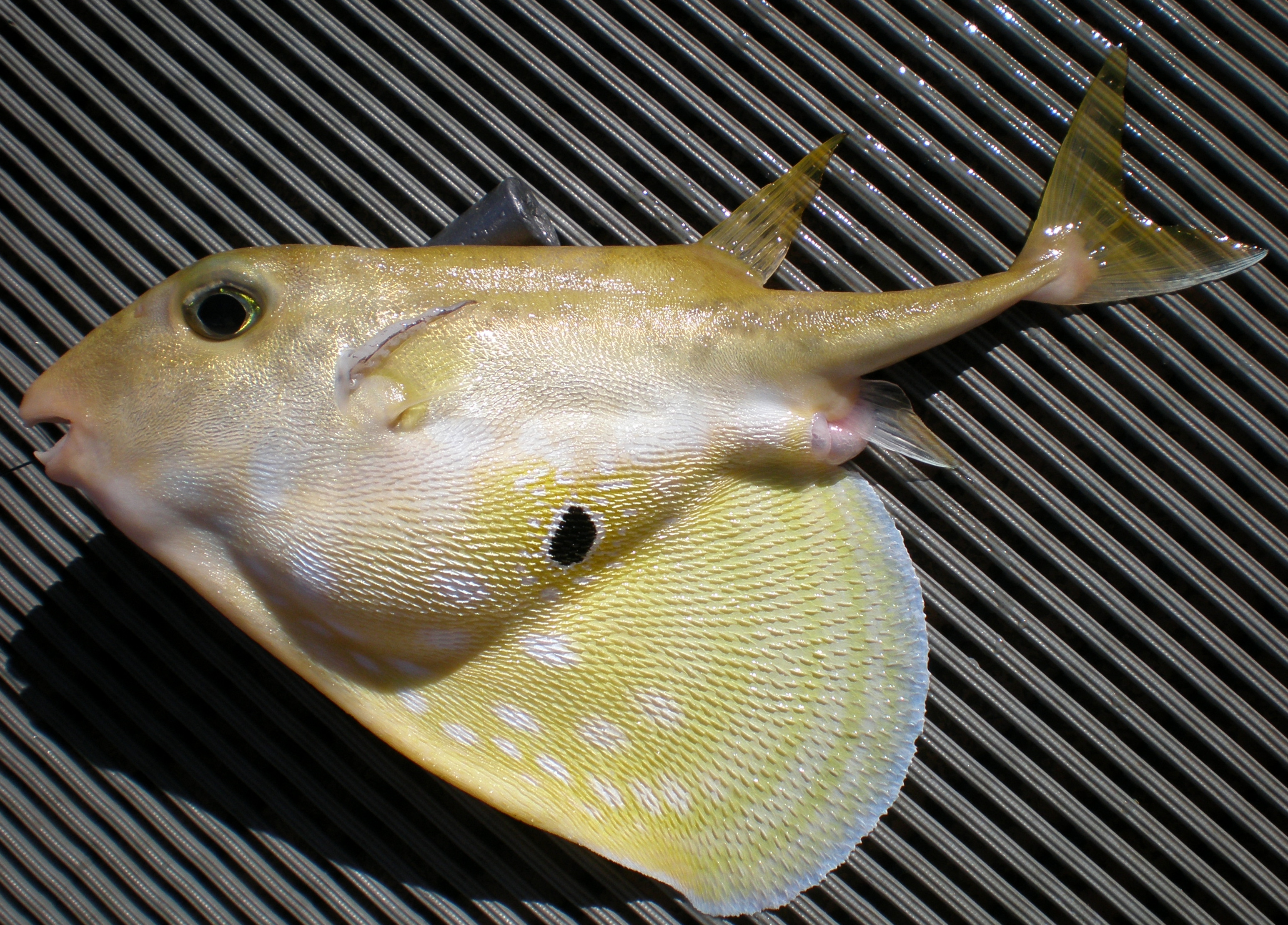
Triodon macropterus

## Familles éteintes

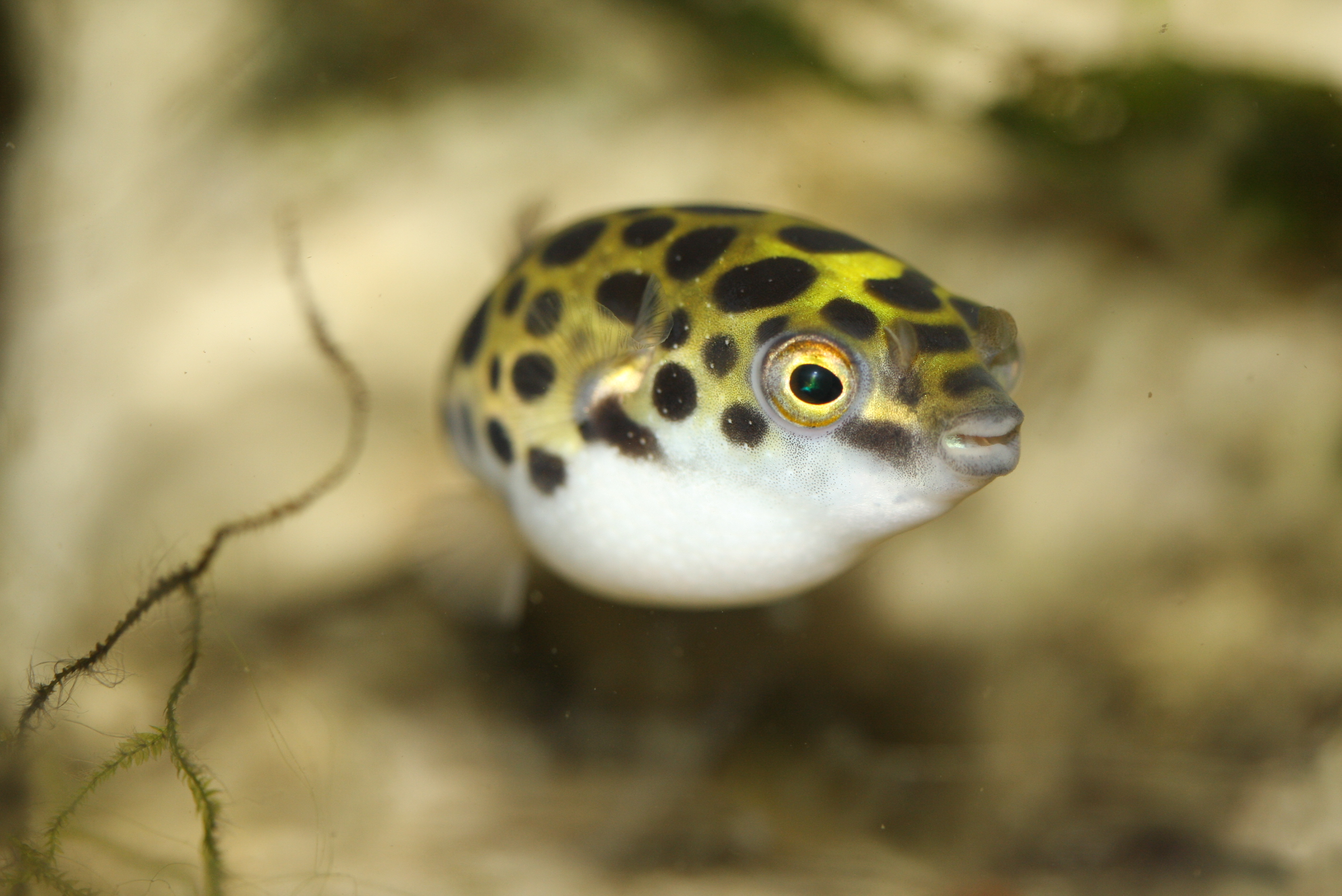
Tetraodon nigroviridis.

- † Bolcabalistidae
- † Cretatriacanthidae
- † Eoplectidae
- † Eospinidae
- † Moclaybalistidae
- † Plectocretacicidae
- † Protobalistidae
- † Protriacanthidae
- † Spinacanthidae